# Klub K4
Klub K4 nudi program raznovrstnih sodobnih glasbenih zvrsti, kot so minimal, house, techno, drum'n'bass, breakbeat, funk, nu rave, electro, hip hop, rock ali pa najrazličnejše kombinacije naštetih. 
Osnovni namen Kluba K4 je predstavljanje glasbenih smernic in novosti, še preden pridejo v  mainstream, premikati žanrske meje ter izobraževati o razvoju in zgodovini glasbe. Nemalo danes tudi v tujini priznanih slovenskih DJ-ev in producentov je svojo pot pričelo v Klubu K4, ki še vedno deluje kot platforma za mlade ustvarjalce in jim nudi možnost, da se predstavijo sicer zelo zahtevni in kritični, a entuziastični in zvesti publiki.
K4 ni le glasba, saj je ena osnovnih programskih usmeritev kluba združevanje različnih oblik urbane umetniške izraznosti. Tako posebno pozornost posvečajo vizualnim umetnostim, vsi letaki in drugi promocijski materiali so oblikovani s strani nekaterih najkreativnejših mladih slovenskih oblikovalcev, vsak dogodek spremljajo vrhunske vizualije domačih in tujih VJ-ev, organizirajo tudi državno tekmovanje v VJ-janju, hip hop dogodke, breakdance tekmovanja, fotografske in street art razstave... 
Posebnost Kluba K4 je, da, kot eden redkih, ponuja kakovosten klubski program tudi med tednom – nekateri dogodki, denimo torkovi Astrodisco večeri, so med mladimi dosegli kultni status. Prav tako ne moremo mimo dejstva, da je Klub K4 edina inštitucija v državi, ki organizira dogodke za istospolno usmerjene – od tradicionalnih Roza klubskih večerov ob nedeljah ter enkrat mesečno ob sobotah, do posebnih dogodkov, kot sta izjemno odmevna Rozavizija in izbor za najboljšega drag queena/kinga Slovenia's Next Best Drag Show.

## Zgodovina in razvoj
Zgodovina Kluba K4 se pričenja približno s pričetkom zadnjega, bolj liberalnega obdobja Jugoslavije. Poleg etabliranih kulturnih zbirališč je ob prehodu iz 70-ih v 80-ta in v 80-ih ljubljanska scena resnično vibrirala na »sub« nivojih. Za klubskim dogajanjem je stala skupina ljudi, organiziranih v FV-ju/ŠKUC-u, njihovo delovanje v smislu clubbinga pa je bilo prepuščeno predvsem iznajdljivosti. Prostori najbolj angažiranih klubov so se selili iz Študentskega naselja v Rožni dolini v Dom svobode v Šentvidu in nazaj.
Delovanje Kluba K4 je prvič moč zaslediti v drugi polovici 80-ih, ko je v kleti stavbe na Kersnikovi 4, sicer sedežu večine študentskih (političnih in kulturnih) organizacij, bolj neformalno pričel delovati klub napol zaprtega tipa pod vodstvom ŠKUC-a. Pomanjkanje ustreznega prostora in iniciativa angažiranega dela »alter esteblišmenta« je pripeljala do pobude v UK ZSMS Ljubljana (Univerzitetna konferenca Zveze socialistične mladine Slovenije) za renoviranje prostorov in vzpostavitve formalnega dela Kluba K4.
Uradno odprtje je sledila na že takrat skoraj pozabljeni Dan mladosti, 25. maj 1989. Ambiciozno zastavljen projekt je kot programski vodja prevzel Jure Potokar (danes priznan literarni prevajalec in pisec ter izvrsten poznavalec glasbe, posebej jazza in bluesa), sicer pa je za klubom stal še programski svet, ki je določal smernice dela. Novo odprti klub je v mrtvilo tedanjega kluturnega undergrounda prinesel precejšnjo osvežitev – ponudil je nov prostor in nov program, oboje s prepoznavnim imageom.
Javnost je dolgo pričakovani klub sprejela z odprtimi rokami in v temini kleti so zavetje našli feni različnih, bolj marginalnih glasbenih izrazov. Klub je skrbel tudi za koncertno ponudbo, bodisi samostojno organizirane koncerte bodisi tiste, ki so potekali v okviru drugih dogodkov ali festivalov, na primer Druge Godbe. 
Za pestrost programskih večerov je poskrbela ena boljših DJ garnitur v zgodovini ljubljanskega klubskega dogajanja: Mitja Prezelj, Boštjan Jurečič, Aldo Ivančič, Marko Plahuta, Igor Ivanič, Marjan Dovgan, Nataša Sukič ter sodelavci Radia Študent, ki so izmenoma skrbeli za enega od večerov. Kot DJ-ji so sodelovali še gospodje, ki jih danes poznamo v različnih vlogah: Ali En, Primož Pečovnik, Brane Zorman, Peter Barbarič, Aida Kurtovič, Rolando, Jane Weber, Jure Longyka, Jimi Rasta... Znotraj kluba so svoje mesto našli s svojim, povsem avtonomnim večerom še člani Roza Kluba.
Tekom let so se programske usmeritve sicer spreminjale, a Klubu K4 je ves čas uspelo ohraniti znamenito sproščeno vzdušje ter obiskovalcem s programom nuditi tisto, česar drugje niso našli. Tako se je že zelo zgodaj na programu znašla tudi elektronska glasbe in K4 je zasedel ključno mesto v razvoju le-te v slovenskem prostoru. Začetki so bili skromni - večere elektronske glasbe je obiskovalo le nekaj deset navdušencev, danes pa si življenja brez elektronike v vseh njenih številnih pojavnih oblikah sploh ne znamo več predstavljati. Klub K4 je danes, v sodelovanju s številnimi organizacijskimi in kreativnimi ekipami iz vse Slovenije, vodilna inštitucija za kakovostno sodobno urbano glasbo, ki jo predstavlja več kot 40.000 obiskovalcem letno.
Klub K4 je del Zavoda K6/4.
Programski vodje:
Jure Potokar (89/90)
Tanja Đurđevič (90/91)
Ksenija Murari (91/92)
Peter Barbarič (92-95)
Igor Ivanič (95/96)
Aleš Črnič (96-98)
Tomaž Gorkič (98-01)
Simon Pavlič, Iztok Drabik Jug (01/02)
Gregor Žavcer (02-04)
Miha Brodarič (04-09)
Drugi programski sodelavci in vodje:
Marjan Dovgan, Tadej Fius, Aldo Ivančič, JAMirko, Boštjan Jurečič, Valter Kobal, Neven Korda, Aida Kurtovič, Jure Longyka, Tina Matjašec, Sabina Maroša, Marko Plahuta, Rolando, Blaž Štrukelj, Alenka Urbanc, Mija Lorbek, Primož Pečovnik, Mitja Prezelj, Nataša Sukič, Jane Weber, Brane Zorman, Borut Kumperščak, Borja Močnik, Uroš Veber
Sedanje organizacijske ekipe:
- Astrodisco
- Audiodevlish
- Črna Mačka
- Dance & Disorder
- Diskonekt
- Elements
- Illegal / Digital Dungeon
- IntoSomething
- Jackinthebox
- Jesus Loved You
- Luckison
- Lick.Weed Grooves
- Maximal
- Rdyo
- Roza
- Sienceofuse
- Sindikat
- Smetnjak
- Synaptic
- Krunchit
- Tehnologija
- The Good Foot
- Vibe Department

## Lokacija
Klub K4 se nahaja v središču Ljubljane, na Kersnikovi ulici 4. V isti stavbi so tudi Galerija Kapelica, info točka in sedež Študentske organizacije Univerze v Ljubljani s svojimi zavodi za šport in kulturo ter Študentski servis.